# Nombre 190
El nombre 190 (CXC) és el nombre natural que segueix el nombre 189 i precedeix el nombre 191.
La seva representació binària és 10111110, la representació octal 276 i l'hexadecimal BE.
La seva factorització en nombres primers és 2×5×19; altres factoritzacions són 1×190 = 2×95 = 5×38 = 10×19.
És el nombre triangular d'ordre 19 i és un nombre 3-gairebé primer: 5 × 2 × 19 = 190. És un nombre d'Erdős-Woods.